# 5142 Окутама
5142 Окутама (5142 Okutama) — астероїд головного поясу, відкритий 18 грудня 1990 року.
Тіссеранів параметр щодо Юпітера — 3,384.
Названо на честь Окутама (яп. おくたま(奥多摩) окутама)